# یاکوبوویتسه کونگنگسکی-کولونگا
یاکوبوویتسه کونگنگسکی-کولونگا (به لاتین: Jakubowice Konińskie-Kolonia) یک روستا در لهستان است که در گمینا نگمتسه واقع شده‌است.